# علینقی کنی
علینقی کنی (۱۳۰۵-؟) رهبر پیشین حزب مردم، معاون اداری نخست‌وزیر در دولت سوم اسدالله علم، رئیس سازمان اوقاف در دولت دوم و سوم شریف امامی بود.

## زندگی و تحصیلات
علینقی کنی فرزند ابوالقاسم و نوه ملا علی کنی در سال ۱۳۰۵ در تهران متولد شد. وی پس از طی دوره ابتدایی، دیپلم ریاضی گرفت و در رشته‌های فیزیک، حقوق و علوم سیاسی در تهران، سوئیس و انگلستان ادامه تحصیل داد و دکتری دریافت نمود. دکتر علینقی کنی ابتدا در وزارت دادگستری استخدام شد.

## مشاغل
کنی نخستین بار در دوران علم، رئیس کل دفتر نخست‌وزیر شد و سپس در مشاغلی همچون معاونت اداری نخست‌وزیر، سرپرست دانشگاه پهلوی، به پیشنهاد فریده دیبا به عنوان مدیرعامل بنیاد فرهنگی رضا پهلوی، عضو مؤسس حزب مردم به فعالیت پرداخت و در سال ۱۳۵۷ وزیر مشاور و سرپرست سازمان اوقاف در کابینه شریف امامی بود. دکتر علینقی کنی در تشکیلات فراماسونری عضو لژ آریا بود.

### حزب مردم
علینقی کنی از اردیبهشت سال ۱۳۵۰ پس از اسدالله علم رهبر حزب مردم شده بود، در ۱۳ مرداد ۱۳۵۱ پس از حمله به امیرعباس هویدا، نخست‌وزیر وقت، به دستور شاه از این سمت برکنار شد. اسدالله علم در کتاب خاطراتش دربارهٔ این واقعه گفته است محمدرضا شاه او را وادار به استعفا کرد.

## روابط با موسی صدر
در کتاب سقوط بهشت، نویسنده مدعی است که:
علینقی کنی در مصاحبه با نویسنده گفته، در دیداری در سال ۱۹۶۳ در بیروت موسی صدر به او گفته است به شاه بگوید ۲۰۰هزار نسخه از کتاب «ولایت فقیه» سید روح‌الله خمینی را تکثیر و در میان نخبگان پخش کند تا آن‌ها با شخصیت واقعی خمینی و «ذهن بیمار» او آشنا شوند.
محمدرضا پهلوی پس از ناپدیدسازی قهری موسی صدر در لیبی و پیش از تشکیل کابینه شاپور بختیار به علینقی کنی او مأموریت داد که به هر ترتیب هست موسی صدر را پیدا کند و از او به عنوان یک رهبر مؤثر شیعه در حل بحران سیاسی ایران کمک بگیرد. او در کم‌تر از ۲۴ ساعت با هواپیمای اختصاصی شاه به مصر، اردن و عربستان سفر کرد و شخصاً به نمایندگی از شاه از انور سادات، ملک حسین و ملک فهد خواست که زمینه آزادی موسی صدر را فراهم کنند اما نهایتاً سادات به او می‌گوید دیروز از یک مأمور MI6 شنیده است که موسی صدر به دست قذافی کشته شده است. کنی نیز همین پیام را به تهران می‌رساند و شاه از یافتن صدر ناامید می‌شود.